# Podlasie Bug Gorge Landscape Park
Podlasie Bug Gorge Landscape Park (Park Krajobrazowy Podlaski Przełom Bugu) es un área protegida (Parque Paisajístico) en el este de Polonia, establecido en 1994. Cubre un área de 309.04 kilómetros cuadrados (119.32 millas cuadradas).
El parque se comparte entre dos voivodatos: el voivodato de Lublin y el voivodato de Mazovia. Dentro del Voivodato de Lublin se encuentra en el Distrito de Biała Podlaska (Gmina Janów Podlaski, Gmina Konstantynów, Gmina Rokitno, Gmina Terespol). Dentro del voivodato de Mazovia se encuentra en el Distrito de Łosice (Gmina Platerów, Gmina Sarnaki).
Dentro del Parque Paisajístico hay cuatro reservas naturales.